# Свет в окошке
«Свет в око́шке» — роман русского фантаста Святослава Логинова, вышедший в свет в 2002 году. Книга была отмечена несколькими литературными премиями: «Русская фантастика» (2003), «Странник» (2003), «РосКон» (2004, второе место).

## Сюжет
Автор рисует необычный загробный мир, куда попадает после смерти главный герой. Этот мир очень далёк от религиозных представлений, в нём правят деньги, количество которых зависит исключительно от памяти, которую оставил после себя усопший в реальном мире. За деньги тут возможно всё — стать молодым, обрести могущество или построить свой маленький рай в соответствии с собственными представлениями о загробной жизни.
Однако в реальности своё существование нужно оплачивать: если деньги заканчиваются, покойник окончательно исчезает. На небесах много проходимцев, готовых воспользоваться посмертным капиталом неопытного покойника. Лучше всех живут, в специальной Цитадели, люди, память о которых навечно остаётся в истории. В загробном мире не так важно, хорош или плох человек был при жизни, творил он добро или делал зло — в любом случае за каждое воспоминание о мёртвом на его «личный счёт» зачисляется некоторая сумма.
Главный герой находит на небесах всех своих родных, знакомится с новыми людьми (он был знаком даже с Н. В. Гоголем) и, как может, обустраивает жизни всех дорогих ему людей. Прожив ещё одну долгую «вторую жизнь», Илья Ильич понимает, что и его время скоро настанет и когда-то он тоже исчезнет окончательно.

## Художественные особенности
Литературовед доктор филологических наук профессор Е. Н. Ковтун отмечает, что основное допущение в романе «Свет в окошке» автором, по-видимому, мыслилось как научно-фантастическое (рационально-фантастическое, в терминологии Ковтун), тем не менее из-за структурных особенностей романа, а также в силу описываемых обстоятельств и места действия (загробный мир, встречи умерших людей) роман невольно воспринимается в традициях фэнтези, а не научной фантастики.
Кроме особенностей фантастического романа, «Свет в окошке» проявляет особенности художественной структуры притчи: неопределённость пространственно-временных координат, условность образов и скрытый смысл повествования. В частности, очень символичны и философски глубоки первые эпизоды романа (знакомство героя с посмертной реальностью, встречи с умершими родственниками). По мере развития сюжета, однако, «Свет в окошке» начинает проявлять особенности авантюрного романа (нападение на Цитадель — единственное неприступное место в загробном мире — и др.), но в финале романа повествование опять обретает бесстрастность и эпичность (проживший ещё одну долгую жизнь главный герой стремится осознать, был ли у неё хоть какой-нибудь смысл).

## Проблематика
В романе «Свет в окошке», по словам Е. Н. Ковтун, затронуты проблемы совести и проблема Памяти во всех её проявлениях: память умершего о собственной жизни, память людей о тех, с кем они были знакомы когда-либо, память рода, историческая память человечества. Только живые обладают памятью творческой, которая в конечном счёте обеспечивает существование людей, развитие цивилизации. Мир мёртвых оказывается бесплодным: в этом мире не рождаются дети, не совершается открытий. Все ценности посмертного мира ложны, кроме одной — тепла человеческих отношений, благодарной памяти друг о друге (метафора такого тепла, такой памяти — «свет в окошке» — и вынесена в заглавие романа).
Автор «Света в окошке», как указывает Е. Н. Ковтун, затрагивает и более глобальные вопросы: о том, что вообще способно оправдать человеческое существование; на чём основаны отношения между людьми; что такое подлинная любовь, подлинное понимание и милосердие. Судьбы персонажей «Света в окошке» сложны и порой трагичны, но тем не менее книга полна оптимизма и благодарности миру, за то, что он существует и что в нём можно жить.
С другой стороны, автор романа, по утверждению критика Василия Владимирского, констатирует тщету всего сущего: любые поступки и любые решения, которые человек совершает при жизни, оказываются лишены смысла, и по-настоящему важно только то, как часто и с какой интенсивностью будут вспоминать человека после смерти, а в связи с какими поступками — значения не имеет. Гитлер и Гоголь в посмертном мире оказываются на равном положении.

## Отзывы
«Лучшей вещью у Логинова» считает «Свет в окошке» критик В. А. Ларионов.
Литературовед Е. Н. Ковтун характеризует описанный в романе мир как «развёрнутый, интересный в деталях и психологически достоверный». Роман, по словам Е. Н. Ковтун, «отличает щемящая личная интонация… Книгу нельзя прочесть и забыть: свой долг по отношению к тем, кто жил на планете до него и дал жизнь ему,
осознаёт любой читатель».
В. А. Владимирский называет «Свет в окошке» «самым страшным, беспощадным, безжалостным роман Святослава Логинова» и утверждает, что по сравнению с «Многоруким богом далайна» это иной уровень страха — «неодолимый экзистенциальный ужас».